# Чур (река)
Чур — река в России, протекает в Якшур-Бодьинском районе Удмуртии. Правый приток реки Иж.

## География
Длина реки 31 км, площадь бассейна 378 км. Течение проходит в лесах в центре республики.
Исток на Тыловайской возвышенности в 4 км к северо-западу от деревни Малая Итча. В верховьях течёт на северо-восток, затем поворачивает на юго-восток и протекает через деревню Вожьяк и село Чур. Впадает в Иж в 217 км по правому берегу от его устья (в 4 км ниже посёлка Селычка).
Имеются мосты через реку в обоих населённых пунктах, в селе Чур реку пересекает также железная дорога Ижевск — Балезино.
Крупнейшие населённые пункты в бассейне: Чур и расположенные на севере Порва, Сюровай, Кекоран (село).
Основные притоки (от устья):
- пр: Чернушка (дл. 19 км)
- лв: Безымянка
- 15 км лв: Узгинка (дл. 18 км)
- пр: Итча
- лв: Сюровай

## Данные водного реестра
По данным государственного водного реестра России относится к Камскому бассейновому округу, водохозяйственный участок реки — Иж от истока и до устья, речной подбассейн реки — бассейны притоков Камы до впадения Белой. Речной бассейн реки — Кама.
Код объекта в государственном водном реестре — 10010101212111100026951.